# Bouveault醛合成
Bouveault醛合成（布沃醛合成，Bouveault aldehyde synthesis）
伯卤代烃通过一锅反应得到多一个碳的醛。

## 反应机理
首先卤代烃与镁反应生成相应的格氏试剂，然后加入 N,N-二取代甲酰胺（如二甲基甲酰胺），格氏试剂与之作用产生半胺醛（hemiaminal）中间体，该中间体经水解便很容易得到醛。